# ヘスス・ロロニョ
ヘスス・ロロニョ・アルテガ(Jesus Loroño Artega、1926年1月10日 - 1998年8月12日) は、スペイン、ララベスア出身の元自転車競技（ロードレース）選手。

## 来歴
プロ年代は1947年から1962年まで。
1957年のブエルタ・ア・エスパーニャ総合優勝者。1953年のツール・ド・フランス山岳賞も獲得。

## 主な戦績
1947
スビダ・アル・ナランコ 優勝
1949
シルクイト・デ・ヘチョ 優勝
1950
ブエルタ・ア・エスパーニャ 総合10位
1953
ツール・ド・フランス  山岳賞、区間1勝=第10
1954
 スペイン・ヒルクライム選手権 優勝
1955
ブエルタ・ア・エスパーニャ 総合4位
1956
GP・デ・ラ・ビシクレタ・エイバレサ 総合優勝
ブエルタ・ア・エスパーニャ 総合2位
1957
カタルーニャ一周 総合優勝
ツール・ド・フランス 総合5位
 ブエルタ・ア・エスパーニャ 総合優勝、区間1勝=第13
1958
GP・デ・ラ・ビシクレタ・エイバレサ 総合優勝
ブエルタ・ア・エスパーニャ 総合8位、区間1勝=第13A
ジロ・デ・イタリア 総合7位
1960
ブエルタ・ア・エスパーニャ 総合9位